# Miami Gardens
Miami Gardens è un centro abitato (City) degli Stati Uniti d'America, situato nella contea di Miami-Dade dello Stato della Florida. Nel 2007 la popolazione era di 108 862 abitanti.

## Geografia fisica
Secondo i rilevamenti dello United States Census Bureau, Miami Gardens si estende su una superficie di 51,8 km².